# Lemna perpusilla
Lemna perpusilla Torr. – gatunek drobnych pływających roślin wodnych z rodzaju rzęsa w rodzinie obrazkowatych, występujący w Ameryce Północnej, na obszarze od wschodniej Kanady do środkowych i wschodnich Stanów Zjednoczonych. Introdukowany w Europie (Francja), w Afryce (Burundi), Azji (Jemen, zachodnie Himalaje i Malezja) i Ameryce Środkowej (Aruba i Antyle Holenderskie).

## Charakterystyka
Lemna perpusilla jest jedną z najmniejszych roślin zielnych, o ciele uproszczonym do poziomu organizacji roślin plechowatych. Rośliny te tworzą po brzusznej stronie członu pędowego pojedynczy korzeń, pozbawiony tkanki przewodzącej, bardzo smukły, nie grubszy niż 0,5 mm, nie przyrastający na grubość, nie rozgałęziający się, nie rozwijający włośników, o końcu okrytym  pochewką. Z uwagi na skuteczność rozmnażania wegetatywnego rośliny te rzadko kwitną. Kwiaty obupłciowe powstają pojedynczo w każdym z woreczków umieszczonych po bokach członu pędowego i otoczone są błoniastą pochwą. Zbudowane są z jednokomorowej zalążni, zakończonej kubeczkowatym znamieniem, oraz dwóch dwukomorowych pręcików. Owocem jest kulista i lekko spłaszczona, podobna do mieszka łagiewka.
Rośliny te zasiedlają wody stojące i wolno płynące, głównie jeziora, stawy, rowy, kanały i strumienie, a także niewielkie zbiorniki wodne na bagnach, trzęsawiskach i marszach.